# Спартак (стадіон, Бобруйськ)
Стадіон «Спартак» (біл. Стадыён «Спартак») — багатофункціональний стадіон у місті Бобруйськ, Білорусь, домашня арена ФК «Білшина».
Стадіон відкритий 1934 року. На стадіоні проводили матчі практично всі футбольні команди Бобруйська, які виступали у чемпіонатах БРСР, СРСР та Білорусі. Після розформування у 1995 ФК «Бобруйськ» єдиною командою, представником професійного футболу Бобруйська, залишився ФК «Білшина», який досі тут приймає домашні матчі. Також стадіон є домашньою ареною для ФК «Бобруйчанка», який є представником Бобруйська у жіночій футбольній лізі.
На стадіоні неодноразово проводилися матчі стадії плей-оф Ліги Чемпіонів серед жінок. У 2001 році була проведена перша із часу відкриття капітальна реконструкція, коли була побудована Північна трибуна. Стадіон реконструювався також у 2004 та 2006 роках. Тоді була прокладена сучасна бігова доріжка, побудована Південна трибуна і два міні-футбольних поля, встановлено електронне табло. Потужність сягнула 3 709 глядачів.